# Tim Moore (músico)
Tim Moore (31 de diciembre de 1949) es un cantante y compositor estadounidense que grabó cuatro álbumes para Asylum Records en la década de 1970. Las canciones de Moore fueron elogiadas por la crítica y admiradas por una amplia gama de compañeros, incluidos Keith Richards, Jimmy Webb, James Taylor y Michael McDonald.

## Biografía

### Primeros años
Moore, músico autodidacta, creció en Filadelfia, donde fue a la escuela de arte y tocó sus primeras canciones en cafés locales. Su carrera de rock comenzó con DC & the Senators abriendo conciertos de rock en Filadelfia. Tocó la batería con Woody's Truck Stop, la primera banda que incluía a Todd Rundgren. Él y un amigo fundaron The Muffins, el primer grupo en grabar e interpretar canciones pop de Tim Moore. The Muffins tuvieron un éxito menor en RCA Records con el sencillo «Subway Traveler». Durante su año de existencia, la banda realizó residencias de una semana en The Trauma, un club psicodélico de Filadelfia, con actos como The Velvet Underground.
Después de que The Muffins se disolviera, Frank Zappa escuchó a Moore tocar en solitario y consideró que sus canciones eran armónicamente avanzadas para la época. Zappa trajo a Moore a Nueva York con la intención de ficharlo para su sello, Bizarre Records. Moore rechazó la oferta cuando Zappa no pudo programar tiempo para producir el álbum él mismo. Moore regresó a Filadelfia y trabajó como redactor y músico de estudio en sesiones con Thom Bell, Gamble y Huff, y otros productores de philadelphia soul. Vivía al lado del cantante Daryl Hall en el centro de Filadelfia, donde trabajaban juntos como redactores para una productora. Moore y Hall cofundaron una nueva banda, Gulliver, que lanzó un álbum para Elektra Records.

### Carrera en solitario
Tras la ruptura de Gulliver, Moore buscó un enfoque más personal para su música. Se mudó a Woodstock, Nueva York, la residencia de Bob Dylan, The Band y Van Morrison. Firmó con Dunhill Records, que publicó su primer sencillo, «A Fool Like You», en el que Donald Fagen de Steely Dan cantó en los coros. A cambio, Moore cantó como respaldo en el primer sencillo de Steely Dan, «Dallas».
El álbum debut solista homónimo de Moore llegó en 1974 como el primer lanzamiento de un sello llamado A Small Record Company. Fue distribuido por Paramount y su empresa matriz Famous Music Corp. Fue producido por Nick Jameson, quien reconoció el talento multiinstrumental de Moore y lo animó a montar sus propios temas. Moore superpuso partes de guitarra, teclado y bajo sobre pistas de batería de Bernard Purdie y Russ Kunkel. El sencillo debut «Second Avenue» llegó a las listas de Estados Unidos, Canadá y Reino Unido. Pero a medida que encabezaba las listas estadounidenses, Famous Music cerró sus operaciones discográficas.
Cuando los jefes de los sellos discográficos, Clive Davis y David Geffen, se enteraron de que Moore era agente libre, se desató una guerra de ofertas. Moore decidió firmar con Asylum Records de Geffen. Mientras tanto Art Garfunkel lanzó una versión de «Second Avenue». La versión de Garfunkel alcanzó el puesto #34 en la lista Hot 100 de la revista Billboard, el #6 en la lista adult contemporary y el #39 en Canadá, mientras que el original de Moore alcanzó el puesto #58 después del relanzamiento. La versión de Moore hizo una breve reaparición en las listas canadienses a principios de 1978, alcanzando el puesto #92.
Durante 1975, Moore lanzó el álbum Behind the Eyes. Este incluía lo que sigue siendo su canción más conocida, «Rock and Roll Love Letter». La canción fue un éxito cuando la regrabaron los Bay City Rollers un año después. La forma en que Moore tocaba la guitarra en esta canción llamó la atención de Keith Richards, guitarrista de The Rolling Stones. Se hicieron amigos y Moore pasó dos semanas ensayando con The Rolling Stones y Peter Tosh en los estudios Bearsville, en Woodstock.
El tercer álbum de Moore, White Shadows, se grabó en Los Ángeles con una producción más pulida y un grupo de músicos experimentados, incluidos Michael McDonald de The Doobie Brothers, Jeff Porcaro de Toto, Timothy B. Schmit de Eagles y Bill Payne de Little Feat. Al álbum le siguió High Contrast, producido por Ken Scott, que había trabajado con The Beatles, David Bowie, Devo y Supertramp.
Los cantantes continuaron buscando canciones en sus nuevos lanzamientos, pero los discos de Moore recibieron una atención limitada en los Estados Unidos. En 1986, Moore lanzó su quinto álbum, Flash Forward. Pasó 75 días de gira por Brasil después de que «Yes», una balada de ese álbum, llegó al #1 y permaneció allí durante diez semanas.

### Actividad reciente
A partir de 2019, Moore continúa escribiendo canciones y planea nuevos proyectos de grabación y fechas en vivo hasta 2020. Es un erudito y un aprendiz autodirigido que se enfoca en psicología social, comportamiento humano e interfaces digitales-humanas. Se han producido dos importantes libros de no ficción durante más de una década. En 2016, fue el director musical de un tributo de estrellas a Lou Reed con motivo del 50 aniversario de Max's Kansas City.

## Discografía
Álbumes de estudio
- Tim Moore (1974)
- Behind the Eyes (1975)
- White Shadows (1977)
- High Contrast (1979)
- Flash Forward (1985)